# 8930 Kubota
8930 Kubota è un asteroide della fascia principale. Scoperto nel 1997, presenta un'orbita caratterizzata da un semiasse maggiore pari a 2,2124324 UA e da un'eccentricità di 0,1931834, inclinata di 4,25112° rispetto all'eclittica.